# Didymoglossum kapplerianum
Didymoglossum kapplerianum är en hinnbräkenväxtart som först beskrevs av Sturm, och fick sitt nu gällande namn av Ebihara och Dubuisson. Didymoglossum kapplerianum ingår i släktet Didymoglossum och familjen Hymenophyllaceae. Inga underarter finns listade.